# Diamond Cut
Diamond Cut è il terzo album in studio della cantante gallese Bonnie Tyler, pubblicato nel 1979.

## Tracce
Tutte le tracce sono di Ronnie Scott e Steve Wolfe, tranne dove indicato.
1. If You Ever Need Me Again – 3:29
2. Too Good to Last – 3:42
3. What a Way to Treat My Heart – 3:33
4. Eyes of a Fool – 3:16
5. Bye Bye Now My Sweet Love (Alan Tarney) – 3:00
6. Louisiana Rain (Tom Petty) – 4:22
7. Baby I Just Love You – 3:01
8. Words Can Change Your Life – 3:40
9. My Guns Are Loaded – 3:42
10. I'm a Fool – 3:16

## Classifiche
| Classifica (1979) | Posizione più alta |
| ----------------- | ------------------ |
| Finlandia         | 13                 |
| Norvegia          | 14                 |
| Svezia            | 14                 |